# رمز فلكي

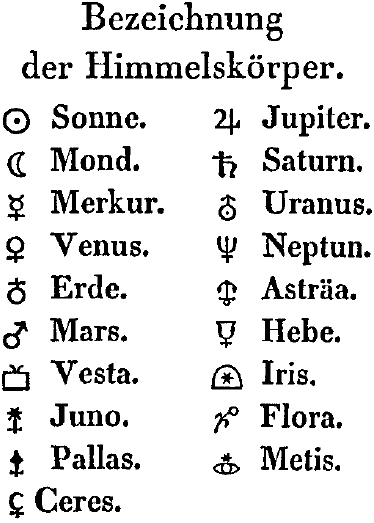
"رموز الأجرام السماوية" مع نص باللغة الألمانية يعود طباعته إلى سنة 1850.

الرموز الفلكية هي مجموعة من الرموز المصورة والمجردة تستخدم لتمثيل الأجرام الفلكية لدى علماء الفلك.
كان استخدام الرموز شائعاً في حضارات العالم القديم مثل البابليون والمصريون القدماء. عرف الإغريق من بين تلك الحضارات باستخدام الرموز الفلكية في العصر الكلاسيكي؛ ثم تابع البيزنطيون ما ذلك فيما بعد.
تراجع استخدام تلك الرموز في النصوص مع تقدم العلم ومن النادر أن تعرض في النصوص العلمية المنشورة.
إن الرموز الفلكية هي رموز مصَّورة ومجرَّدة؛ تُستخدم لتمثيل الأجرام الفلكية والمفاهيم النظرية والظواهر الرصدية في علم الفلك الأوروبي.
في بادئ الأمر ظهرت الأشكال الأولى لتلك الرموز في النصوص المكتوبة على ورق البردي اليوناني في العصور القديمة المتأخرة، كما تنوعت أيضًا تلك الرموز وتوسعت قائمتها الفلكية؛ وذلك بفضل استمرار المخطوطات البيزنطية التي تم فيها الحفاظ على العديد من تلك النصوص. ومن هنا تم ابتكار رموز جديدة لتُمثل العديد من الكواكب المكتشفة حديثًا والكواكب الصغيرة التي تم اكتشافها في القرنين الثامن عشر والعشرين.
كانت هذه الرموز شائعة الاستخدام من قِبل علماء الفلك المُتخصصين وعلماء الفلك الهواة والكيميائيين والمنجمين، ولكن على الرغم من كونها تُستخدم في التقويمات والمنشورات الفلكية، فإن ذِكْرَها في البحوث والنصوص المتعلقة بعلم الفلك كان نادر الحدوث. ورغم هذا كان لرَمْزيّ الشمس والأرض استثناء، حيثُ يوجد الرمز الخاص بِهما في الثوابت الفلكية، وشمل هذا أيضًا بعض من علامات البروج المُستخدمة في تمثيل الانقلاب والاعتدال الشمسي.
قام الترميز الموحد بتخصيص نقاط الشفرة بصورة رسمية لمعظم الرموز الفلكية، وذلك متمثلًا بشكل رئيسي في مجموعات الرموز المتنوعة بالإضافة إلى مجموعات الرموز المرتبطة بالرسومات التصويرية.

## رموز الشمس والقمر
يعود استخدام الرموز الفلكية للشمس والقمر إلى العصور القديمة، لاسيما أنَّ أشكال الرموز التي تظهر في النصوص البردية الأصلية للأبراج اليونانية تتألف من دائرة ذات شعاع واحد للشمس (🜚) وهلال للقمر، كما أنَّ ظهور الرمز الفلكي الحديث للشمس لأول مرة كان في أوروبا في عصر النهضة، وكان مُمثلًا بدائرة تَحوي نقطة (☉).      
في الاستخدام الأكاديمي المعاصر، يُستخدم رمز الشمس للثوابت الفلكية المتعلقة بالشمس حيث تُعبرTeff عن درجة الحرارة الفعَّالة للشمس، وغالبًا ما يتم تمثيل لمعان وكتل ونصف قطر النجوم باستخدام الثوابت المتعلقة بالنظام الشمسي كوحدات قياس (L☉ و M☉ و R☉، على الترتيب).

## رموز الكواكب
المقال الرئيسي: رموز الكواكب

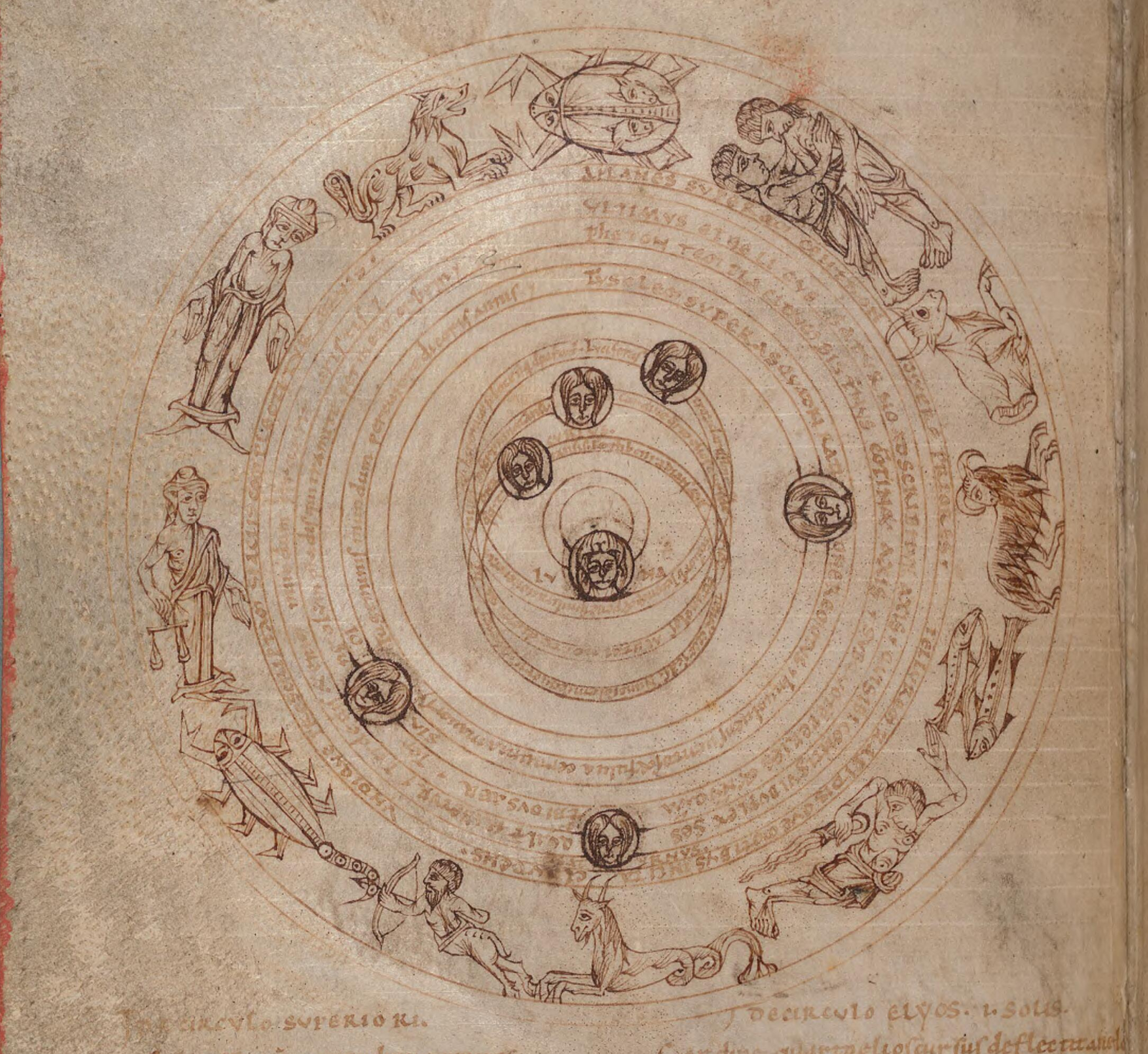
تصوير القرون الوسطى من البروج والكواكب الكلاسيكية. حيث تمثل الكواكب سبعة وجوه.

تظهر رموز الكواكب الكلاسيكية في العديد من المخطوطات البيزنطية التي يعود تاريخها إلى القرون الوسطى والتي تم فيها الحفاظ على العديد من الأبراج الفلكية القديمة. حيث تم تتبع أصل الرموز المكتوبة لعطارد والزهرة والمشتري وزحل إلى الأشكال الموجودة في نصوص البردي اليونانية القديمة. ووفقًا لِما طُرح فإنَّه لتحديد رموز كوكب المشتري وزحل يُكتفي بحرف واحد فقط من الأسماء اليونانية المناظرة لتلك الكواكب، بينما كان لكوكب عطارد طابع خاص فهو يُمثل برمز تصويري مُنمق لصولجان هرمس. ووفقًا لما ذكرته آني سكوت ديل ماندر فإن الرموز الفلكية القديمة قد اُستخدمت في الفن لتمثيل الآلهة المرتبطة بالكواكب الكلاسيكية؛ كما ظهر في خارطة بيانشيني لنصف الكرة الأرضية، التي كانت قد صُنعت في القرن الثاني؛ ليُظهر التجسيدات اليونانية للآلهة المرتبطة بالنسخ الأولى لرموز الكواكب، فيحتوي الرمز الفلكي لعطارد على صولجان، ولكوكب الزهرة على شريط متصل بقلادة أخرى متصلة به، وللمريخ على رمح، ويحتوي الرمز الفلكي للمشتري على عكاز، كما يُرمز لزحل بالمَنجل، والشمس بحلقة تنبعث منها أشعة، بينما القمر يأتي على شكل هلال معلق كغطاء الرأس.
يُظهر رسم بياني خاص بعالم الفلك البيزنطي يوهانس كاماتيروس في القرن الثاني عشر خلاصة علم التنجيم، حيث تكون الشمس مُمثلة بدائرة مع شعاع، وكوكب المشتري يُمثل بحرف زيتا (الحرف الأول من زيوس، وهو نظير المشتري في الأساطير اليونانية)، ويُعبر رمز المريخ عن درع يَخرج منه رمح، وتأتي الكواكب الكلاسيكية المتبقية برموز تُشبه إلى حد واضح الرموز الفلكية الحديثة، وذلك بدون وجود علامة الصليب الموجودة في النسخ الحديثة للرموز. حيث ظهرت علامة الصليب في بداية الأمر في القرن السادس عشر. ووفقًا لماندر فإنًّ إضافة تلك الصلبان ما هي إلا محاولة لإضفاء طابع المسيحية على رموز الآلهة الوثنية القديمة.
تم إنشاء رموز كوكب أورانوس بعد وقت قصير من اكتشافه. حيث أنَّ أحد الرموز وهو الذي ابتكره يوهان غوتفريد كوهلر وصقله بودي، كان يهدف إلى تمثيل البلاتين المعدني المكتشف حديثًا - الذي يطلق عليه عادة اسم الذهب الأبيض - منذ العثور عليه  من قبل الكيميائيين لمزجهم لمواد معينة بالحديد، لذا فإن رمز البلاتين يجمع بين الرموز الكيميائية للحديد والذهب، كما يَجمع هذا الرمز أيضًا بين رمزي المريخ (♂) والشمس (☉) حيث يُمثل أورانوس السماء في الأساطير اليونانية، مُعبرًا عن القوة المشتركة لرمح المريخ والشمس معًا. وكان هناك أيضًا رمز آخر وهو  الذي اقترحه لالاندي، وفي عام 1784 أرسل لالاندي رسالة إلى هيرشل، واصفًا الرمز لهيرشل بأنه «كرة أرضية يعلوها الحرف الأول من اسمه».
تم اقتراح العديد من الرموز لنبتون إلى جانب الأسماء الفعلية المقترحة مسبقًا للكوكب، وقد اقترح أوربان لوفرييه الذي ادعى حق تسمية اكتشافه، اسم نبتون ورمز ترايدنت للكوكب، بينما ذَكر كذبًا أنَّ المكتب الفرنسي لخطوط الطول قد أعتمد ذلك رسميًا. وفي أكتوبر/تشرين الأول من نفس العام سعى أوربان لوفيرييه إلى تسميه الكوكب باسمه «لوفرييه»، وعلى الرغم من أنه لقى الدعم القوي في سعيه ذاك من مدير المرصد الفلكي آنذاك فرانسوا أراغو، الذي بدوره اقترح رمزًا جديدًا لكوكب لوفرييه ()، إلا أنَّ هذا الاقتراح قوبل بمقاومة شديدة خارج فرنسا. وسرعان أيضًا ما أعادت التقويمات الفرنسية اسم هيرشل لأورانوس، بعد اكتشاف السير ويليام هيرشل لهذا الكوكب، ولوفرييه للكوكب الجديد. دافع البروفيسور جيمس بيلانس من جامعة إدنبرة عن اسم يانوس للكوكب الجديد، واقترح مفتاحًا لرمزه. وفي الوقت نفسه قدم عالم الفلك الألماني الروسي فريدريك جورج ويهيلم فون ستروف اسم نبتون في 29 ديسمبر/كانون الأول 1846 إلى أكاديمية سانت بطرسبرغ للعلوم. وفي أغسطس/آب 1847 أعلن مكتب خطوط الطول قراره باتباع الممارسة الفلكية السائدة وتبني اختيار نبتون، مع امتناع أراغو عن المشاركة في هذا القرار.
لا يُشجع الاتحاد الفلكي الدولي استخدام هذه الرموز في مقالات الصحف، ولكن في بعض الحالات من الممكن أن تُستخدم فيها رموز الكواكب، كما هو الحال في عناوين الجداول، حيث يَسمح دليل أسلوب IAU باستخدام اختصارات معينة من حرف واحد و (لإزالة الغموض عن عطارد والمريخ) يُصبح الاختصار من حرفين لأسماء الكواكب.

## رموز الكواكب الصغيرة
بعد اكتشاف سيريس في عام 1801 من قبل الفلكي والكاهن الكاثوليكي جوزيبه بيازي، صدقت مجموعة من علماء الفلك على الاسم الذي اقترحه بيازي. وفي ذلك الوقت تم اختيار المنجل كرمز للكوكب. علاوة على ذلك ابتكر البارون فرانز زافير فون زاك رمزًا ل 2 بالاس «رمح بالاس أثينا»‘ كما نظم مجموعة من أربعة وعشرين عالمًا فلكيًا للبحث عن كوكب بين مدارات المريخ والمشتري. تم تقديم الرمز بواسطة فون زاك في مراسلاته
وفي خطاب موجه إلى فون زاك، أعرب المستكشف هاينريش أولبرز - الذي اختار الاسم للكويكب 2 باللاس المكتشف حديثًا آنذاك - عن موافقته على الرمز المُقترح، لكنه تمنى أن يكون منجل سيريس مزينًا بمصباح بدلاً من الخط المستعرض؛ وذلك للتمييز بشكل أفضل بينه وبين علامة فينوس «كوكب الزهرة».
ابتكر عالم الفلك الألماني كارل لودفيج هاردينغ رمزًا خاصًا بالكويكب 3 جونو، حيث استخدم صولجان تعلوه نجمة كرمز فلكي له، وذلك حينما اكتشفه في عام 1804.
ابتكر عالم الرياضيات الألماني كارل فريدريش غاوس رمز 4 فيستا للكوكيب، وهو ما جعل الدكتور هاينريش أولبرز يَمنح غاوس فضل تسميته، وذلك بعد ما كان قد سُمي باللاس 2 من قِبل مستكشفه دكتور أولبرز. قرر غاوس ربط الكوكيب الجديد بمسمى الإلهة فستا. كما صمم أيضًأ الرمز () ويعني وجوده النار المقدسة التي تُحرق في موقد الإلهة ومعابدها.</ref>Schürer، E. (1901). "Zu II Mcc 6, 7 (monatliche Geburtstagsfeier)". Zeitschrift für die Neutestamentliche Wissenschaft und die Kunde der Älteren Kirche. ج. 2 ع. 1. DOI:10.1515/zntw.1901.2.1.48. ISSN:0044-2615. مؤرشف من الأصل في 2020-06-21.</ref> ولكن كان هناك عدد من الكتاب المعاصرون الآخرون الذين استخدموا رمزًا أكثر تفصيلًا  ()عوضًا عن الرمز السابق.
اكتشف كارل لودفيج هينكه - وهو عالم فلك هاوي ألماني - الكويكبين التاليين، 5 آستريا (في 1845) و 6 هيبي (في 1847). وطلب هينكه أن يكون رمز 5 آستريا عبارة عن مِرساة مقلوبة. ولكن في أحيانًا كثيرة كان يتم استخدام رمز الميزان بدلاً من المِرساة. وبالنسبة إلى كويكب 6 هيبي فقد تم تسميته من قِبل جاوس، وذلك بناءً على طلب من هينكه حيث اختار جاوس كأسًا للخمر ليكون رمزًا له.
وكما هو الحال واصل علماء الفلك ابتكار الرموز لتلك الكويكبات الجديدة المُكتشفة. حيث كان يُمثل ايرس 7 رمز قوس قزح بنجمة وفلورا 8 يُمثَّل بزهرة، و9 ميتيس بعينٍ مع نجمة و10 هيجيا بثعبان على عصا مستقيمة بنجمة على رأسه و11 بارثينوبي يُعبر عن رمزه بسمكة واقفة مع وجود نجم فوقها و12 فكتوريا برمز نجمة يعلوها فرع من إكليل الغار و13 إجيريا برمز يقرب في الوصف إلى الدرع و14 أيرينه وهو عبارة عن حمامة تحمل غصن زيتون عليها نجمة على رأسها ويُمثل 15 إينوميا برمز قلب تعلوه نجمة و16 سايكي بجناح فراشة به نجمة و 17 ثيتيس برمز دولفين مع نجم،  وبالنسبة إلى 18 ميلبوميني فيُمثَّل بخنجر فوق نجمة، بينما يَرمز إلى 19 فورتونا بنجم فوق عجلة فورتونا.
قام يوهان فرانز إنكي بإجراء تغيير كبير في كتاب برلين الفلكي السنوي (BAJ) لعام 1854، الذي نُشر في عام 1851. حيث قدَّم أرقامًا محاطة بدائرة بدلًا من الاستخدام الشائع للرموز آنذاك، وبالرغم من أن ترقيمه بدأ مع الألهة آستريا، إلا أن الاستدلال على الكويكبات الأربعة الأولى ظل بواسطة الرموز التقليدية. وفي هذا السياق، تم اعتماد هذا الابتكار الجديد بسرعة كبيرة من قِبل المجتمع الفلكي. حيث وفي العام التالي (1852) تم ترقيم رقم آستريا حتى 5، وأُقترح أن يتم سرد سيريس عبر كويكب فيستا بواسطة أرقامهم فقط  في إصدارات عام 1867. وأصبحت الدائرة فيما بعد عبارة عن زوج من الأقواس، وأحيانًا كان يتم حذف الأقواس تمامًا، وذلك على مدار العقود القليلة اللاحقة لتلك الفترة.
قد تم إلحاق الرموز بعدد قليل من الكويكبات وذلك من قبل مُكتشفيهم، لاسيما وأنَّ تدوين الرقم المحيط آنذاك صار واسع الانتشار. على سبيل المثال فإن الكويكبات التالية: 26 بروسربينا و28 بيلونا و35 ليوكوثيا و37 فيدس تم اكتشافهم جميعًا من قِبل عالم الفلك الألماني روبرت لوثر بين عامي 1853 و1855. وعلى النحو التالي كانت رموزهم مرتبة من البداية للنهاية فالكوكيب الأول يَرمز له بثمرة رمان مع نجم داخلها، والثاني يُعبر عنه بسوط ورمح، والثالث بمنارة أثرية، بينما كان يرمز الكويكب الرابع إلى الصليب، كما تم تسميه كويكب 29 أمفيتريت، وتعيين رمز القذيفة له من قِبل جورج بيشوب – صاحب المرصد – حيثُ اكتشفه الفلكي ألبرت مارت في عام 1854.
وقد أعلن المكتشفون اسم بلوتو ورمزه في 1 مايو 1930. واستُدل عن الرمز بحرف واحد فقط من الحروف "PL"، ويمكن تفسير ذلك بأن مقصد الحرفين هو الإشارة إلى بلوتو أو بيرسيفال لويل، وهو عالم الفلك الذي بدأ بما يُسمى ببحث مرصد لويل وذلك من أجل البحث عن كوكب خارج مدار نبتون.

## رموز وعلامات دائرة البروج
لرموز البروج عدة تفسيرات فلكية. حيث أنه واعتمادًا على السياق، قد يُشير رمز البروج إلى كوكبة أو نقطة أو إلى فترات متبادلة على مسار الشمس.
تتضمن - في بعض الأحيان - قوائم الأجرام الفَلَكية التي تُنشر بواسطة التقويمات السنوية، ارتباطات بين النجوم والكواكب أو القمر؛ فعوضًا عن طباعة الاسم الكامل للنجم، يتم أحيانًا استخدام حرف يوناني مع رمز النجم للدلالة عليه. >حیثُ تُقسم دائرة البروج عادة إلى 12 قسم متساوى لكل منها 30 درجة قوسیة علي مسار الشمس. وقد أُعرب عن خط طول مسار الشمس إما برقم من 0 إلى 11 أو برمز البروج المقابل.
في الاستخدام الأكاديمي المعاصر خصصت لجميع الكوكبات بما في ذلك البروج اختصارات من ثلاثة أحرف. تُستخدم رموز البروج أيضًا في بعض الأحيان لتمثيل نقاط على مسار الشمس وخاصة تلك المرتبطة بتمثيل الانقلاب والاعتدال الشمسي حيث يؤخذ كل رمز لتمثيل «النقطة الأولى» من كل علامة. ومن ثم فإن رمز برج الحمل♈︎ يُمثل الاعتدال الربيعي، والرمز♋︎ لبرج السرطان يُمثل ما يُسمى بالانقلاب الصيفي، والرمز ♎︎ لبرج الميزان يُعبر عن الاعتدال الخريفي، والرمز♑︎ لبرج الجدي يُمثل ما يُسمى بالانقلاب الشتوي.

## رموز أخرى
تظهر الرموز الخاصة بالزوايا بين الأبراج والعُقد المدارية في نصوص العصور الوسطى، على الرغم من اختلاف استخدام رموز العصور الوسطى والحديثة عن بعضهم؛ حيث كان يُطلق سابقًأ على العُقدة المدارية الصاعدة الحديثة ذات الرمز الحالي (☊) بمُسمى العقدة المدارية الهابطة، وعلى نفس المنوال اُستخدم رمز العقدة المدارية الهابطة في العصور الحديثة بهذا الشكل (☋) والذي كان يُطلق على نفس الرمز قديمًا العقدة المدارية الصاعدة،>وذلك وفي وصف عناصر مدار كبلر يُستخدم أحيانًا هذا الرمز ☊ للدلالة على خط طول مسار الشمس بالنسبة للعُقدة المدارية الصاعدة، وذلك على الرغم من كون الشائع هو استخدام Ω (أوميغا)، الذي كان في الأصل بديلاً مطبعيًا عن الرمز الفلكي.</>
تظهر الرموز الخاصة بالزوايا بين الأبراج أولاً في المخطوطات البيزنطية. حيث من الرموز الخمسة لنظام الكواكب البطلمي، يتم استخدام الثلاثة فقط المعروضة هنا – للاقتران والمعارضة والتربيع - في علم الفلك.
لقد تم استخدام الرموز الخاصة بالمذنب (☄) والنجم (*) في الملاحظات الفلكية المنشورة عن المذنبات، ففي جداول هذه الملاحظات ☄ تُمثل المذنب الذي تمت مناقشته بينما يؤول الرمز * إلى نجم المقارنة، الذي تم إجراء قياسات موضع المذنب له.